# Consejo de la Abogacía Europea
El Consejo de la Abogacía Europea (CCBE) es la asociación de Colegios de abogados de 31 países de Europa (aquellos pertenecientes a la Unión Europea, el Espacio Económico Europeo y Suiza), así como una decena de países asociados u observadores. CCBE representa de esta manera a más de 1.000.000 abogados europeos en sus relaciones con las Instituciones de la Unión Europea principalmente, aunque también ante otras organizaciones internacionales. Tiene estatuto de Asociación Internacional de derecho belga sin fines lucrativos, con sede en Bruselas.

## Creación y etapas
CCBE fue concebida en septiembre de 1960 durante un Congreso de la Unión Internacional de abogados (UIA, donde surgió la idea de crear un órgano representativo de los colegios de abogados de los seis Estados miembros fundadores de la Comunidad Económica Europea (Alemania Occidental, Bélgica, Francia, Italia, Luxemburgo y Países Bajos). La creación de esta institución capaz de federar a la profesión se hizo necesaria para representar los intereses de los abogados ante la CEE.
El proyecto se concreta en diciembre de 1960 mediante la creación de una "Comisión consultiva de los Colegios y asociaciones de abogados nacionales de seis países de la CEE" (reunidos en el seno de la UIA). Esta denominación fue finalmente simplificada como "Consejo de la Abogacía Europea", (“Commission Consultative des Barreaux Européens” en francés). CCBE alcanza su plena autonomía de la UIA en 1966.
En 1977, CCBE fue repetidamente consultado por la Comisión Europea durante la elaboración de la Directiva de Servicios (249/77), que permite a los abogados prestar servicios a título temporal en otro Estado miembro distinto de su Estado de inscripción profesional.
En 1979 se consagró el reconocimiento oficial de CCBE como representante de los intereses de la Abogacía en Europa, a través de su participación en el caso AM&S Europe Limited c. Comisión Europea. Este asunto trataba principalmente sobre la cuestión del secreto profesional para los abogados de empresa. Más adelante CCBE establecería una delegación permanente ante la Tribunal de Justicia de la Unión Europea.
En 1998, la Directiva de Establecimiento (5/98), segunda Directiva específica relativa a la profesión de abogado, fue adoptada por las Instituciones comunitarias después de arduas discusiones en el seno de CCBE. Esta Directiva permite a los abogados europeos instalarse en otro Estado miembro, siempre que se encuentren inscritos y regulados por el Colegio de abogados de acogida.
CCBE continúa siendo regularmente consultado por la Comisión Europea y el Parlamento Europeo sobre las Directivas que atañen a los intereses de la profesión de abogado en Europa.

## Miembros
A día de hoy, todos los Consejos de la Abogacía de los 27 Estados miembros de la Unión Europea y de los tres Estados miembros del Espacio Económico Europeo (Noruega, Islandia y Liechtenstein), así como Suiza, son miembros efectivos de CCBE. Además de estos miembros “efectivos”, los Consejos de abogados de otros países europeos tienen la calidad de miembros “asociados” (Países miembros del Consejo de Europa con negociaciones abiertas para su entrada en la Unión Europea), u “observadores” (otros países miembros del Consejo de Europa). Los miembros asociados u observadores tienen obligación de adherirse a los estatutos de CCBE y se les anima a adoptar el Código Deontológico de CCBE.

## Funciones
Los Estatutos de CCBE señalan como sus funciones las siguientes: 
1. La representación de los Consejos de abogados miembros, sean estos efectivos, asociados u observadores, en todas las materias de interés común relacionados con el ejercicio de la profesión de abogado, el respeto del Estado de Derecho, una correcta Administración de Justicia, y los desarrollos importantes del Derecho que se produzcan tanto a nivel internacional como europeo.
2. El papel de órgano consultivo e intermediario entre sus miembros, sean ellos efectivos, asociados u observadores, así como entre sus miembros y las Instituciones europeas y del Espacio económico Europeo, en todas las materias transfronterizas de interés común.
3. El respeto del Estado de Derecho, de los Derechos humanos y de la protección de derechos y libertades fundamentales, incluido el derecho de acceso a la Justicia y a la protección del cliente, así como la protección de los valores democráticos íntimamente ligados al ejercicio de tales derechos.

Comités y grupos de trabajo especializados, compuestos de expertos de delegaciones nacionales, preparan los posicionamientos y contribuciones de CCBE sobre numerosas materias relacionadas con el ejercicio de la Abogacía en Europa. Entre las cuestiones tratadas se encuentra la deontología de los abogados, la normativa sobre competencia y su incidencia sobre la profesión de abogado, libre circulación de abogados, formación, comercio internacional de servicios jurídicos y derechos humanos. En los últimos años, los grupos de trabajo se han concentrado también en materias tales como el blanqueo de capitales, asistencia judicial, divorcio, Derecho contractual europeo, modos alternativos de resolución de conflictos y responsabilidad social corporativa. 
CCBE es también regularmente consultado sobre los cambios de procedimiento en el seno de la Tribunal de Justicia de la Unión Europea y del Tribunal Europeo de Derechos Humanos, dependiente del Consejo de Europa.
CCBE representa también a sus miembros en sus relaciones con otras organizaciones de abogados en el mundo, en el marco de cuestiones de interés común a la profesión de abogado como la lucha contra el terrorismo y otros delitos graves, y promueve la capacidad de los abogados a ejercer su profesión en cualquier lugar del mundo, de manera libre e independiente, sin trabas ni obstáculos.

## Iniciativas particulares

### Carné de abogado europeo
El carné de abogado de CCBE fue creado en 1978. Redactado en inglés, francés y en la lengua oficial del Colegio de abogados emisor, el carné identifica a su poseedor como abogado de uno de los Estados miembros, lo que facilita el acceso a los tribunales e instituciones para los abogados ejercientes fuera de su jurisdicción nacional. El carné es igualmente reconocido por la Tribunal de Justicia de la Unión Europea. Estos carnés se emiten en nombre de CCBE por los colegios nacionales a los miembros autorizados, según las condiciones establecidas en cada Estado miembro.

### Código deontológico de CCBE
El código deontológico de CCBE, adoptado en 1988 y enmendado tres veces, busca resolver los múltiples conflictos transfronterizos surgidos de la aplicación simultánea de diferentes códigos nacionales de deontología a una misma situación. El código rige los contactos profesionales entre abogados en el seno de la Unión Europea y en los otros países que lo hayan adoptado, y las actividades de un abogado ejerciendo en otro Estado miembro. El Código consiste en una serie de principios que tratan sobre la independencia profesional, el secreto profesional, la publicidad de los servicios, así como las relaciones con los clientes, los tribunales y otros abogados. El Código se acompaña de un memorando explicativo y es jurídicamente exigible en un país si ha sido adoptado por el Colegio de abogados correspondiente. Además ha sido reconocido por la Comisión europea y las instancias judiciales europeas y comienza también a ser respetado por los tribunales nacionales.

### Carta de principios fundamentales
En 2006, CCBE adoptó una Carta de principios fundamentales del abogado europeo. Esta carta contiene una lista de diez principios que han sido identificados como comunes al conjunto de la profesión de abogado en Europa, y que pueden ser aplicados por los Colegios nacionales en su funcionamiento interno y no solamente transfronterizo. Entre estos principios se pueden citar la independencia del abogado, la confidencialidad y la prevención del conflicto de intereses, todos ellos principios reconocidos por la Tribunal de Justicia de la Unión Europea en el caso Wouters (C-309/99), así como otros principios que los colegios de abogados miembros de CCBE han aceptado. La Carta se ha propuesto como referencia europea para los Colegios de abogados que se esfuerzan en afirmar su independencia en algunas de las nuevas democracias europeas.

### Premio Derechos Humanos CCBE
Desde 2007 se concede el premio de Derechos Humanos del Consejo de la Abogacía Europea (CCBE). Este premio recompensa a eminentes abogados u organizaciones de abogados que hayan demostrado un excepcional compromiso en la defensa de valores fundamentales. A través de este premio CCBE espera contribuir a una mayor toma de conciencia del papel de los abogados en tanto que actores del Estado de Derecho. 
El premio fue concedido en 2007 a la organización abogados sin fronteras (ASF) 
En el año 2008 se premió al abogado Li Heping, conocido y respetado por su notable y continua defensa de los derechos humanos en su país, y al grupo de abogados españoles del turno de oficio que representaron a los acusados y a las víctimas en el juicio sobre los atentados terroristas de Madrid el 11 de marzo de 2004 por su excepcional esfuerzo y dedicación. Los abogados premiados fueron los siguientes: Antonio Alberca Pérez, Jesús María Andújar Urrutia, Francisco José Andújar Ramírez, Eva Aragón Fernández-Cavada, Andrés Arévalo Pérez-Fontán, Beatriz Margarita Bernal Gaipo, José Luis Borraz Díaz, Fernando Crespo Vadillo, Miguel García Pajuelo, Eduardo Ezequiel García Peña, María Isabel García Moreno, Juan Ramón Gemeno Marín, Cristóbal Gil del Campo, Juan Carlos Herranz Blázquez, José Luis Laso D´lom, Ricardo López Sánchez, Mónica Teresa Peña Maesso, María del Carmen Pérez Calera, María del Mar Ramos Llorens, Julio Sánchez-Majano Suárez-Llanos, Juan Jesús Yebes Ballesteros, Alicia Moreno Pérez y Endika Zulueta San Sebastián.
En 2009 el premio recayó en el abogado ruso asesinado Stanislav Markelov.
En 2010 el premio fue otorgado a los abogados mexicanos David Peña Rodríguez y Karla Micheel Salas Ramírez, miembros de la Asociación Nacional de Abogados Democráticos (ANAD) que representan a las familias de las víctimas de los asesinatos no investigados de las mujeres en el caso Campo Algodonero, también conocidos como los feminicidios de Ciudad Juárez.
En 2011 al presidente del Consejo de Abogados de Túnez Abderrazak Kilani por su compromiso y el de su Consejo con los derechos humanos, en particular durante la Revolución del Jazmín (2010-2011). 
En 2012 se concedió a Pavel Sapelko en reconocimiento a su compromiso inquebrantable por los derechos humanos en Biolorrusia. 
En 2013 al Presidente y miembros del Colegio de Abogados de Estambul en reconocimiento a su destacado compromiso, perseverancia y coraje en apoyo de los derechos humanos en Turquía.
En 2014 a la abogada Valdenia Aparecida Paulino Lanfranchi, honrando el trabajo de su vida en defensa de los más vulnerables en las zonas marginadas de São Paulo, Brasil.
En 2015 al despacho chino Fengrui tras las detenciones masivas de defensores de Derechos Humanos y al abogado de Azerbaijan Intigam Aliyev, en prisión.

## Delegación del CGAE en Bruselas
La Delegación del Consejo General de la Abogacía Española en Bruselas nació en 1994 y defiende los valores e intereses de la Abogacía española ante las instituciones comunitarias, manteniendo una colaboración permanente con el Consejo de la Abogacía europea, CCBE, y con las abogacías nacionales y de otros países europeos para la promoción y defensa conjuntas de los valores de la profesión.
Asimismo, la Delegación facilita contactos con funcionarios europeos, oportunidades de formación, programas de financiación comunitaria e información sobre Derecho comunitario facilitando la prestación de los servicios profesionales y el contacto con abogados ejercientes en el resto de Europa y ante las jurisdicciones comunitarias. Ha tenido dos personas a cargo: Elena Adserá Rivera (1994-2000) y Julen Fernández Conte (2001- actualidad) al servicio de las Presidencias de la Abogacía Española ostentadas por Eugeni Gay Montalvo (fundador), Carlos Carnicer y Victoria Ortega.
Por lo que se refiere a la Delegación española ante CCBE, ésta cuenta con un jefe de Delegación, un oficial de información, 5 miembros permanentes y una serie variable de colaboradores, que acuden cada año a una media de 2 sesiones plenarias, 4 comités permanentes, así como reuniones periódicas de los 30 Comités y grupos de trabajo multilaterales. Su Jefe de Delegación actual es Oriol Rusca i Nadal.
La Abogacía española cuenta con 18 votos (9% del poder de decisión del total) con una contribución a su presupuesto proporcional al poder de decisión, quedando en pie de igualdad con las Abogacías de Alemania, Reino Unido, Francia e Italia.
La historia de la Abogacía Europea, CCBE, cuenta con dos presidentes españoles, Ramón Mullerat i Balmaña, en 1996 y José María Davó Fernández, que en 2010 se ha convertido en el segundo español en asumir este cargo.